# Signs
Signs är en amerikansk långfilm från 2002 i regi av M. Night Shyamalan, med Mel Gibson, Joaquin Phoenix, Rory Culkin och Abigail Breslin i rollerna.

## Handling
Allt som bonden Graham Hess trodde om världen förändras drastiskt när han upptäcker ett meddelande, ett invecklat mönster av cirklar och linjer utformat i hans sädesfält. Vid en närmare undersökning av det mystiska mönstret inser han att det han kommer hitta för alltid kommer att förändra livet för hans bror och hans barn.

## Rollista
| Mel Gibson         | – Rev. Graham Hess                 |
| Joaquin Phoenix    | – Merrill Hess                     |
| Rory Culkin        | – Morgan Hess                      |
| Abigail Breslin    | – Bo Hess                          |
| Cherry Jones       | – Officer Paski                    |
| M. Night Shyamalan | – Ray Reddy                        |
| Patricia Kalember  | – Colleen Hess                     |
| Ted Sutton         | – SFC Cunningham                   |
| Merritt Wever      | – Tracey Abernathy, the Pharmacist |
| Lanny Flaherty     | – Mr. Nathan                       |
| Marion McCorry     | – Mrs. Nathan                      |
| Michael Showalter  | – Lionel Prichard                  |